# Watt W. Webb
Watt Wetham Webb, né le 27 août 1927 à Kansas City et mort le 29 octobre 2020 à New York, est un biophysicien américain.

## Biographie
Webb obtient un Ph. D. en physique au Massachusetts Institute of Technology (MIT) en 1955 sous la direction de John Torrey Norton et Ernest Carl Wagner avec une thèse intitulée Oxidation studies in metal-carbon systems. Il travaille ensuite chez Union Carbide, d'abord comme chercheur  puis comme directeur adjoint de la recherche. En 1961, Webb est nommé professeur assistant à l'université Cornell d'Ithaca. En 1965, il est promu professeur titulaire de physique appliquée. À partir de 1998, il est professeur d'ingénierie SB Eckert à l'Université Cornell.

## Travaux
Au début des années 1970, Webb a participé au développement de la spectroscopie de corrélation de fluorescence. Webb a apporté des contributions fondamentales à la biophysique des membranes cellulaires et à la migration cellulaire. Au début des années 1990, avec Winfried Denk Webb a développé les bases de la microscopie par excitation à deux photons, qui a permis la visualisation des structures cellulaires en trois dimensions, même au plus profond des tissus. L’application rigoureuse des principes physiques par Webb dans le développement de dispositifs optiques a ainsi eu un impact significatif sur l’observabilité des systèmes biologiques.
Webb a supervisé plus de 75 doctorants à l’Université Cornell.

## Prix et distinctions (sélection)
- 1974 :  Boursier Guggenheim[4]
- 1975 : Membre de la Société américaine de physique[5]
- 1990 : Membre de l'Association américaine pour l'avancement des sciences[6]
- 1991 : Prix Max-Delbruck[7]
- 1992 : Michelson–Morley Award (en)[8]
- 1993 : Membre de l'Académie nationale d'ingénierie des États-Unis[9]
- 1995 : Membre de l'Académie nationale des sciences[10]
- 1997 : Membre de l'Académie américaine des arts et des sciences[11]
- 2010 : Prix Alexander-Hollaender en biophysique[12]
- 2013 : Prix Rosenstiel[13]

## Publications (sélection)
- Ina Pavlova, Kelly R Hume, Stephanie A Yazinski, James Flanders, Teresa L Southard, Robert S Weiss, Watt W Webb, « Multiphoton microscopy and microspectroscopy for diagnostics of inflammatory and neoplastic lung », Journal of Biomedical Optics, vol. 17, no 3,‎ 2012 (DOI 10.1117/1.JBO.17.3.036014, lire en ligne).
- David R. Rivera, Christopher M. Brown, Dimitre G. Ouzounov, Ina Pavlova, Demirhan Kobat, Watt W. Webb, Chris Xu, « Compact and flexible raster scanning multiphoton endoscope capable of imaging unstained tissue », Proceedings of the National Academy of Sciences, vol. 108, no 43,‎ 2011, p. 17598–17603 (lire en ligne).

- Tobias Baumgart, Samuel T. Hess et Watt W. Webb, « Imaging coexisting fluid domains in biomembrane models coupling curvature and line tension », Nature, vol. 425,‎ 2003, p. 821–824 (lire en ligne).

- Winfried Denk, James H. Strickler, Watt Wetmore Webb, « Two-Photon Laser Scanning Fluorescence Microscopy », Science, vol. 248,‎ 1990, p. 73–76 (DOI 10.1126/science.2321027, lire en ligne).

- D. Magde, E. Elson, Watt Wetmore Webb, « Thermodynamic Fluctuations in a Reacting System - Measurement by Fluorescence Correlation Spectroscopy », Physical Review Letters, vol. 29, no 11,‎ 1972, p. 705-708 (DOI https://doi.org/10.1103/PhysRevLett.29.705).